# Nice Firmeza
Maria de Castro Firmeza, conhecida por Nice Firmeza (Aracati, 18 de julho de 1921 — Fortaleza, 13 de abril de 2013), foi uma artista cearense. Embora seu nome de batismo tenha sido escolhido por um padre (que impunha batizar pessoas apenas com nomes católicos), Nice, escolhido por sua mãe, foi o nome utilizado toda sua vida.

## Biografia
Ainda na cidade de Aracati teve seu primeiro contato com a pintura, incentivada por uma freira de seu colégio. Nice mudou-se para Fortaleza, em 1933, aos 12 anos. Em 1950, na capital do Ceará (Fortaleza), a artista inicia seus estudos no Curso Livre de desenho e pintura e de Iniciação à História da Arte da Sociedade Cearense de Artes Plásticas (SCAP). Conhece seu companheiro de vida, o artista Estrigas (Fortaleza, 19 de setembro de 1919 — Fortaleza, 3 de outubro de 2014), durante seus estudos na SCAP. Por volta de 1961, Nice e Estrigas casam-se e mudam-se para um sítio, nos arredores da capital, em Mondubim. Tempos depois, fundam em seu sítio o Minimuseu Firmeza, ponto de encontro de artistas e intelectuais cearenses.
Além de pinturas, Nice dedicou-se ao bordado ("pintura em linhas" como costumava se referir) e ensinou arte para crianças no Conservatório de Música Alberto Nepomuceno e nos "Domingos das Crianças", no Passeio Público - projeto do Departamento de Educação da Prefeitura. Participou de inúmeros Salões de Abril (1951, 1958, 1968, 1971 e 1978), além de expor na inauguração do Museu de Arte da Universidade Federal do Ceará (MAUC), em 1961. Celebrou seus 90 anos, em 2011, com a exposição "Bandeiras da Nice", no Museu do Ceará. A exposição era composta por 28 quadros, que mantinham diálogo com um desenho do artista cearense Antônio Bandeira, da coleção do minimuseu Firmeza. Como parte da celebração, foi publicado o livro de memórias Conversas com Nice, de Aberto Rodrigues Soeiro. As "pinturas em linhas" da artista viraram ilustrações, com a ajuda de Dim, no livro Flor de Maravilha de Flávio Paiva.